# Paringsfunctie
In de verzamelingenleer, een deelgebied van de wiskunde, is een paringsfunctie een proces om twee natuurlijke getallen in een enkel natuurlijk getal te coderen.
Een paringskoppeling kan in de verzamelingenleer worden gebruikt om te bewijzen dat gehele getallen en rationale getallen dezelfde kardinaliteit hebben als de natuurlijke getallen. In de theoretische informatica worden paringsfuncties gebruikt voor het coderen van een functie gedefinieerd op een {\displaystyle n}-tal natuurlijke getallen {\displaystyle f:\mathbb {N} ^{k}\to \mathbb {N} } in een nieuwe functie {\displaystyle g:\mathbb {N} \to \mathbb {N} }.

## Definitie
Een paringsfunctie is een berekenbare bijectieve functie
{\displaystyle \pi :\mathbb {N} \times \mathbb {N} \to \mathbb {N} }